# Julio Iglesias Jr.
Julio José Iglesias Preysler Jr., född 25 februari 1973 i Madrid, är en spansk-filippinsk sångare. 2008 vann han tävlingen Gone Country.
Iglesias är son till Julio Iglesias och Isabel Preysler samt bror till Chábeli och Enrique Iglesias.